# Representatietheorie
Representatietheorie is een tak van de wiskunde, die abstracte algebraïsche structuren bestudeert door hun elementen te representeren als lineaire transformaties van vectorruimten.
Als een eerste benadering maakt een representatie een abstract algebraïsch object concreet door de elementen van dit algebraïsch object door matrices en algebraïsche operaties in termen van matrixoptelling en matrixvermenigvuldiging te beschrijven. Algebraïsche objecten die zich goed lenen voor een dergelijke beschrijving zijn onder meer de groepen, associatieve algebra's en lie-algebra's. De meest prominente van deze drie (en historisch gezien ook de eerste) is de representatie van groepen, waarin elementen van een groep worden weergegeven door inverteerbare matrices met als groepsbewerking de matrixvermenigvuldiging.
Representatietheorie is een krachtig instrument, omdat het problemen uit de abstracte algebra reduceert tot problemen in de lineaire algebra, die over het algemeen beter worden begrepen. Bovendien kan een vectorruimte waarop bijvoorbeeld een groep wordt weergegeven, oneindig dimensionaal zijn, en door bijvoorbeeld toe te staan, dat het een hilbertruimte is, kunnen methoden uit de analyse worden toegepast op de groepentheorie. Representatietheorie is ook belangrijk in de natuurkunde, omdat zij bijvoorbeeld beschrijft hoe de symmetriegroep van een natuurkundig systeem de oplossingen beïnvloedt van vergelijkingen die dit natuurkundige systeem beschrijven.
Een opvallend kenmerk van de representatietheorie is haar alomtegenwoordigheid in de wiskunde. Hier zitten twee kanten aan. Ten eerste zijn de toepassingen van de representatietheorie divers: naast haar invloed op de algebra, heeft de representatietheorie ook fourieranalyse (via de harmonische analyse) sterk verhelderd en veralgemeend. De theorie is ook diep verbonden met de meetkunde via de invariantentheorie en het erlangen-programma van Felix Klein. Ook heeft de representatietheorie een enorme invloed uitgeoefend op de getaltheorie via de theorie van de automorfe vormen en het langlands-programma. Het tweede aspect is de diversiteit van de benaderingen van de representatietheorie. Dezelfde objecten kunnen worden bestudeerd met behulp van methoden uit de algebraïsche meetkunde, de moduletheorie, de analytische getaltheorie, de differentiaalmeetkunde, de operatorentheorie en de topologie.
Het succes van de representatietheorie heeft tot tal van generalisaties geleid. De meest algemene daarvan is in de categorietheorie. De algebraïsche objecten waarop de representatietheorie van toepassing is, kunnen worden gezien als een bijzondere soort categorieën, en de representaties als functors van de objectcategorie naar de categorie van vectorruimten. Deze beschrijving wijst naar twee voor de hand liggende generalisaties: ten eerste, dat algebraïsche objecten kunnen worden vervangen door meer algemene categorieën, ten tweede dat de doelcategorie van de vectorruimten kan worden vervangen door andere goed begrepen categorieën.

## Voetnoten
1. ↑  Klassieke teksten over representatietheorie zijn onder andere Curtis, Charles W.; Reiner, Irving (1962), Representation theory of finite groups and associative algebras, Pure and Applied Mathematics, Vol. XI, Interscience Publishers, John Wiley & Sons, New York-London, ISBN 978-0-8218-4066-5, MR0144979 en Serre, Jean-Pierre, Linear Representations of Finite Groups, Springer-Verlag, ISBN 978-0387901909 (1977). Andere uitstekende bronnen zijn William Fulton en Joe Harris Representation theory, a first course, Springer (1991) en R. Goodman, N.R. Wallach, Representations and Invariants of the Classical Groups, Cambridge University Press, Cambridge (1998).
2. ↑  Voor de geschiedenis van de representatietheorie van eindige groepen, zie Lam (1998). Voor algebraïsche groepen lie-groepen, zie Borel (2001).
3. ↑  Er zijn tal van leerboeken over vectorruimten en de lineaire algebra. Voor een geavanceerde behandeling, zie Kostrikin (1997).
4. ↑  Sally, Paul; Vogan, David A., Representation Theory and Harmonic Analysis on Semisimple Lie Groups, American Mathematical Society, ISBN 978-0821815267 (1989)
5. ↑  Sternberg (1994).
6. ↑  Lam (1998), pag 372.
7. ↑  Folland (1995)
8. ↑  Goodman en Wallach (1998), Olver (1999), Sharpe (1997)
9. ↑  Borel en Casselman (1979)), Gelbert (1984).
10. ↑  Zie de vorige voetnoten en ook Borel (2001).
11. ↑  Simson, Skowronski en Assem (2007).